# Antix (rapper)
Alex Nimier (født 15. maj 1985 i London), bedre kendt under kunstnernavnet Antix, er en britisk-jordansk rapper, sanger, tekstforfatter og aktivist, særligt kendt for at behandle politiske, sociale og personlige emner (så som forholdet til sin nu afdøde mor). Antix udgav sit debutalbum Flammable Grammar i november 2010. Albummet fik regelmæssig rotation på den amerikanske Pandora Radio, hvilket etablerede en fanbase i USA, særlig på grund af nummeret "Hands Up".
Den 31. oktober 2012 udgav Antix efterfølgeren Question Everything, hvorfra førstesinglen "You're Crazy" i august 2013 gik ind på det britiske branchemagazin Music Weeks Urban Charts top 20. Senere samme år placerede musikkanalen MTV ham som kandidat i opløbet på deres MTV Brand New shortlist.
I 2014 gik Antix atter ind på Music Weeks Urban Chart. Denne gang i top 10 med nummeret "Bad Dreams", som blev den første i en række af gennembruds-singler, der førte til, at han blev en regelmæssigt fremhævet kunstner hos musiktjeneste VEVO. Ligeledes oplevede han støtte fra blandt andre BBC Radio, Red Bull Music og nyhedsmediet Huffington Post.

## Baggrund og senere karriere

### Liv og musikalsk opvækst
Antix er født i London og voksede op i Storbritannien, Frankrig, Jordan og USA. Hans tidlige musikalske påvirkninger kom fra hans mangfoldige opvækst, såvel som fra hiphop-kunstnere fra de tidlige 1990'ere og fremefter, så som Nas, 2Pac, Wu-Tang Clan, Eminem og Outkast. Antix mistede sin mor til kræft i en alder af sytten og er nu ambassadør for Rarer Cancer Foundation.

### 2010–2011: Flammable Grammar
Hans debutalbum Flammable Grammar blev udgivet i 2010. Pandora Radio i USA gav regelmæssigt albummet opmærksomhed, især nummeret "Hands Up" fik airplay. Antix spillede en række højtprofilerede shows i Los Angeles, såsom på det berømte Hollywood-natklub Whisky a Go Go, hvor han optrådte med kunstnere som Bone Thugs-n-Harmony og Tha Dogg Pound.

### 2012–2013: Question Everything
I 2013 udgav Antix "You're Crazy" som hovedsinglen fra hans andet studiealbum Question Everything. Nummeret fik kommerciel succes og nåede 17. pladsen på UK Music Week Urban Charts. Sangen, som samplede White Town hittet "Your Woman" (1997), modtog også airplay på BBC Introducing, og blev fremført live på BalconyTV. MTV udnævnte Antix som en shortlist-nomineret til MTV Brand New 2014.

### 2014–2017: Singler
I februar 2014 kom Antix atter ind på Music Week Urban Charts i top 10, med "Bad Dreams". Antix var fremhævet kunstner på VEVO med denne og hans næste udgivelser "Smile" og "Breathless". Sidstnævnte fik også støtte fra Record of the Day og Tom Robinson's Fresh on the Net. Hans næste udgivelse "Come Home" blev i 2015 valgt som BBC Introducing Track of the Week med BBC Three Counties Radio og så yderligere opbakning fra medier som Clash Music og Red Bull Music. Antix blev også føjet til Field Day festivalens 2015 line-up, sammen med acts som FKA Twigs, Django Django og Chet Faker, og oplevede support fra publikationer som Huffington Post til hans "Afshin's Song"-projekt. Projektet "Afshin's Song" blev finansieret gennem den uafhængige direct-to-fan platform PledgeMusic.

### 2021: Everything's Alright
I juni 2021 udsendte Antix en e-mail med links til hans sidste album Everything's Alright. Albummet, som er tilgængeligt på streamingtjenesterne Spotify, Amazon, Apple Music og Tidal, fokuserer på emner som kærlighed, religion, politik, mislykkede livsplaner, uventede succeser og Antix' exit fra rapmusikken.

## Diskografi
Singler
- 2017: When It Falls
- 2015: Is It Too Late For Us? (Spoken Word)
- 2015: Afshin's Song
- 2015: Come Home
- 2014: Breathless
- 2014: Smile
- 2014: Bad Dreams
- 2013: You're Crazy

Albums
- 2021: Everything's Alright
- 2012: Question Everything
- 2010: Flammable Grammar